# Modello atomico di Bohr

Schema del modello atomico di Bohr. Il nucleo atomico centrale contiene protoni (carichi positivamente) e neutroni (elettricamente neutri), mentre gli elettroni (carichi negativamente) ruotano intorno ad esso su orbite quantizzate, con livelli di energia crescenti.

Il modello atomico di Bohr, proposto dal fisico Niels Bohr nel 1913 e successivamente ampliato da Arnold Sommerfeld nel 1916, fu il primo modello atomico ad utilizzare la quantizzazione dell'energia. Proposto inizialmente solo per l'atomo d'idrogeno, riusciva a spiegarne le caratteristiche righe dello spettro di emissione teorizzando per l'unico elettrone orbite con valori discreti di energia. 

## Stato dell'arte prima di Bohr

### Spettroscopia atomica
All'inizio del XX secolo lo studio della spettroscopia era giunto a un buon livello. Erano noti infatti moltissimi spettri di emissione provenienti da vari atomi, caratterizzati da righe luminose discrete in una successione ben precisa. Mancava tuttavia un inquadramento teorico del fenomeno dell'emissione a righe da parte dei vari elementi chimici. Una prima sistematizzazione dei dati avvenne nel 1885 quando Johann Jakob Balmer, insegnante svizzero, fece notare come le lunghezze d'onda nella parte visibile all'occhio umano (intervallo compreso fra 380 e 750 nm) dello spettro dell'idrogeno potevano essere rappresentate con grande precisione da una formula empirica che le correlava a dei numeri interi:
{\displaystyle \lambda \ =B\,{\frac {m^{2}}{m^{2}-n^{2}}}=B\,{\frac {m^{2}}{m^{2}-4}}}
dove
- λ lunghezza d'onda della luce emessa

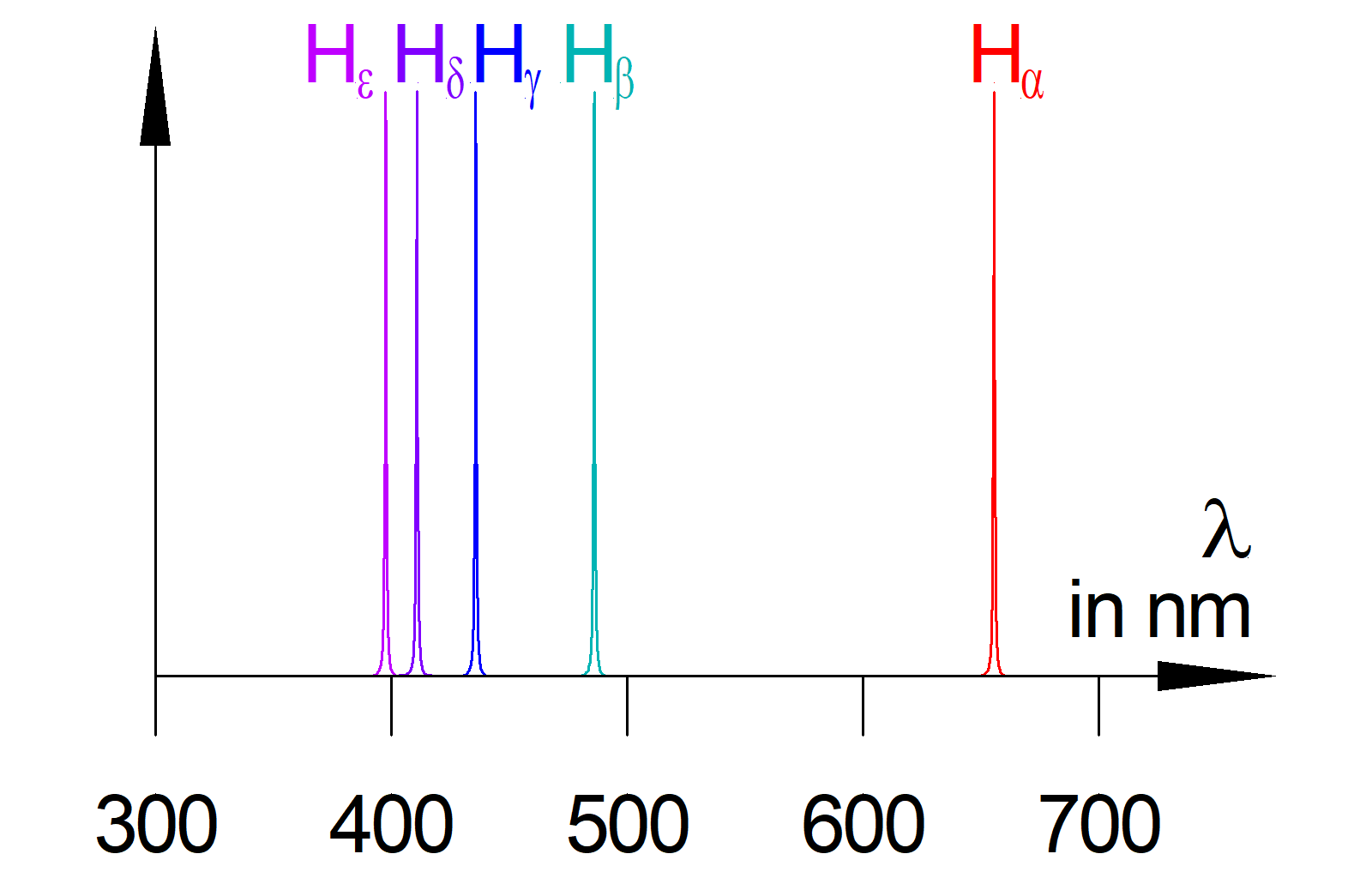
Le prime cinque righe della serie di Balmer.

- B limite di Balmer, pari a 3,6456 × 10-7 m o 364,56 nm o 3645,6 Å
- n = 2
- m intero con m > n

L'insieme delle righe spettroscopiche ottenibili con la formula di Balmer prende il nome di serie di Balmer.
Sostituendo m = 3 nella formula si ottiene la lunghezza d'onda della riga rossa (λ = 656 nm), per m = 4 della riga celeste (λ = 486 nm), per m = 5 della riga blu (λ = 434 nm) e per m = 6 della riga violetta (λ = 410 nm). Basandosi sulla sua formula, Balmer predisse per m = 7 l'esistenza di un'altra riga spettroscopica (λ = 397 nm). Venne poi a sapere che Ångström aveva in effetti da poco osservato tale riga. 
Con le sostituzioni successive (m > 8) si ottengono lunghezze d'onda proprie dei raggi UV, non osservarvabili ad occhio nudo.

Serie delle righe spettrali dell'atomo d'idrogeno.

Nel 1889 il fisico svedese Johannes Rydberg generalizzò, con la formula di Rydberg, quella di Balmer per tutte le transizioni dell'idrogeno (non solo la serie di Balmer L (n = 2), parzialmente nello spettro visibile, ma anche la serie di Lyman K (n = 1) nell'ultravioletto e quelle di Paschen M (n = 3), Brackett N (n = 4), Pfund O (n = 5) e Humphreys P (n = 6) nell'infrarosso):
{\displaystyle {\frac {1}{\lambda }}={\frac {4}{B}}\left({\frac {1}{n^{2}}}-{\frac {1}{m^{2}}}\right)=R_{\mathrm {H} }\left({\frac {1}{n^{2}}}-{\frac {1}{m^{2}}}\right)}
con 
- λ lunghezza d'onda della radiazione emessa
- RH = 4/B costante di Rydberg dell'idrogeno, pari a circa (1,097 x 107) m-1
- n ed m numeri interi positivi con m > n

I due termini, la cui differenza dà una riga spettrale, rappresentano i livelli energetici atomici della transizione.
Per n = 2 si ritrova la serie di Balmer:
{\displaystyle {\frac {1}{\lambda }}={\frac {4}{B}}\left({\frac {1}{4}}-{\frac {1}{m^{2}}}\right)=R_{\mathrm {H} }\left({\frac {1}{4}}-{\frac {1}{m^{2}}}\right)}
con m = 3, 4, 5, 6, 7...
Per i numeri quantici {\displaystyle n} fisso ed {\displaystyle m} variabile si trovano le diverse serie spettroscopiche dell'idrogeno:
| Orbita | Numero quantico {\displaystyle n} | Numero quantico {\displaystyle m}    | Serie spettroscopica | Lunghezza d'onda minima                                 | Lunghezza d'onda massima                             |
| ------ | --------------------------------- | ------------------------------------ | -------------------- | ------------------------------------------------------- | ---------------------------------------------------- |
|        |                                   |                                      |                      | {\displaystyle \lambda _{min}=n^{2}/R_{H}=n^{2}\,91} nm | Riga {\displaystyle \alpha } {\displaystyle (m-n=1)} |
| K      | {\displaystyle 1}                 | {\displaystyle 2\rightarrow \infty } | Lyman                | 91 nm                                                   | 121 nm                                               |
| L      | {\displaystyle 2}                 | {\displaystyle 3\rightarrow \infty } | Balmer               | 365 nm                                                  | 656 nm                                               |
| M      | {\displaystyle 3}                 | {\displaystyle 4\rightarrow \infty } | Paschen              | 820 nm                                                  | 1.874 nm                                             |
| N      | {\displaystyle 4}                 | {\displaystyle 5\rightarrow \infty } | Brackett             | 1.458 nm                                                | 4.051 nm                                             |
| O      | {\displaystyle 5}                 | {\displaystyle 6\rightarrow \infty } | Pfund                | 2.278 nm                                                | 7.456 nm                                             |
| P      | {\displaystyle 6}                 | {\displaystyle 7\rightarrow \infty } | Humphreys            | 3.281 nm                                                | 12.365 nm                                            |

La formula di Rydberg mostra che la lunghezza d'onda, la frequenza e quindi anche l'energia della radiazione elettromagnetica emessa dall'idrogeno sono quantizzate, cioè non continue. La ragione della quantizzazione delle righe spettrali e il motivo per cui tale formula empirica riproduce con grande accuratezza i numeri d'onda delle serie spettroscopiche dell'idrogeno non verranno compresi fino al 1913, anno in cui Niels Bohr pubblicherà il suo modello atomico quantizzato.

### Primi modelli atomici
La scoperta nel 1897 dell'elettrone, prima particella subatomica isolata in laboratorio, da parte di J. J. Thomson segnò la fine dell'antico concetto di atomo (dal greco ἄτομος átomos: indivisibile) come struttura indivisibile e l'inizio di un periodo di ricerca di nuovi modelli, che includessero gli elettroni come componenti della struttura atomica. 
Prima di Bohr si era tentato di spiegare la struttura dell'atomo con modelli proposti da 
- Perrin (1901);
- Thomson (1904);
- Nagaoka (1904);
- Rutherford (1911).

Nel 1901 Perrin aveva ipotizzato che l'atomo fosse un sistema solare in miniatura, in cui gli elettroni si muovono come pianeti attorno a uno o più nuclei carichi positivamente, nei quali è concentrata la quasi totalità della massa atomica. Joseph John Thomson, lo scopritore dell'elettrone, immaginò l'atomo come un corpo compatto (plumcake o panettone) con carica positiva diffusa, contenente al suo interno gli elettroni (canditi o uvette) con carica negativa. Questo modello si basava solo sulla presenza di forze elettrostatiche e non era in grado di spiegare come il sistema rimanesse in uno stato d'equilibrio. Nagaoka suppose invece che la carica positiva fosse concentrata in un'unica, grande e massiccia sfera centrale, il nucleo, circondata dagli elettroni disposti su anelli simili alle fasce del pianeta Saturno (da cui il nome di modello saturniano). La stabilità dell'atomo risultava anche in questo caso un problema irrisolto, che portò presto all'abbandono del modello saturniano.

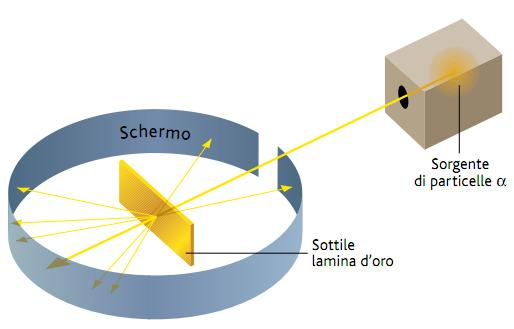
Esperimento di Geiger e Marsdsen.

Tra il 1908 e il 1913 Hans Wilhelm Geiger e Ernest Marsden, sotto la supervisione di Ernest Rutherford, realizzarono esperimenti importantissimi per la comprensione della struttura dell'atomo: bombardando una sottile lamina d'oro con particelle alfa notarono che, mentre la maggior parte di esse subiva deviazioni nulle o minime dalla traiettoria iniziale, una minima parte veniva deviata in misura considerevole o respinta dalla lamina.
Nell'interpretare i dati sperimentali, Rutherford confermò nel 1911 l'esistenza di un nucleo atomico, anche se estremamente piccolo rispetto all'atomo stesso, circondato dalle cariche negative degli elettroni. Nonostante Rutherford non si fosse sbilanciato sull'eventuale moto degli elettroni, si prese a rappresentarli in orbita attorno al nucleo. Il modello atomico planetario così concepito soffriva però d'instabilità di natura elettromagnetica. L'elettrone infatti, nel suo moto accelerato intorno al nucleo, avrebbe dovuto irradiare energia elettromagnetica fino a ricadere sul nucleo stesso con un moto a spirale. Inoltre, a prescindere dall'irraggiamento, nel caso di atomi più pesanti con tanti elettroni in orbita, una qualsiasi perturbazione esterna sarebbe stata sufficiente ad alterare pesantemente la distribuzione degli stessi, resi instabili dalla forza elettrostatica repulsiva.
Fu Niels Bohr a risolvere, nel 1913, le difficoltà del modello di Rutherford, spiegando anche la struttura dello spettro atomico dell'idrogeno.

## I tre postulati di Bohr
Bohr, che aveva lavorato con Rutherford a Manchester per cinque mesi nel 1912, propose nel 1913 un modello che, applicando al modello atomico planetario di Rutherford la quantizzazione dell'energia introdotta da Planck nel 1900, riusciva a giustificare lo spettro atomico dell'idrogeno.
Il modello atomico di Bohr era fondato su tre postulati, due dei quali non classici e imposti ad hoc come vincoli addizionali al modello planetario classico di Rutherford:
1. Gli elettroni si muovono attorno al nucleo su orbite circolari stazionarie, con energia definita e costante;
2. Gli elettroni che si muovono su tali orbite non irraggiano e quindi non emettono energia in modo continuo (contrariamente a quanto previsto dall'elettromagnetismo classico);
3. Un elettrone atomico irraggia energia soltanto quando passa (mediante un salto quantico discontinuo) da un'orbita stazionaria a un'altra. Deve passare ad un'orbita stazionaria più esterna nel caso di assorbimento di radiazione elettromagnetica, mentre salta ad una più interna nel caso di emissione.

Nell'ipotesi semplificativa che l'elettrone dell'atomo d'idrogeno si muova su un'orbita circolare (un caso particolare di orbita ellittica, con eccentricità {\displaystyle e=0}), il secondo postulato si traduce in una condizione di quantizzazione per il modulo {\displaystyle L} del momento angolare dell'elettrone che ruota intorno al nucleo, che deve essere un multiplo intero della costante di Planck ridotta: 
{\displaystyle L_{n}=m\,v\,r=n\,\hbar }
dove {\displaystyle m} e {\displaystyle v} sono la massa e la velocità dell'elettrone orbitale, {\displaystyle r} il raggio dell'orbita,
{\displaystyle \hbar } la costante di Planck ridotta ed {\displaystyle n} il numero quantico principale {\displaystyle (n=1,2,3...).}
Il valore del momento angolare orbitale {\displaystyle L_{1}=\hbar } previsto per la prima orbita {\displaystyle (n=1)} risulterà sbagliato. Il valore sperimentalmente accertato è invece {\displaystyle L_{1}=0}.

L'onda elettronica in viola è stazionaria e genera quindi un'orbita atomica stazionaria. Quella in verde non è stazionaria; ad essa non può corrispondere un'orbita stazionaria.

La condizione di quantizzazione di Bohr sarà ricavata in modo semplice nel 1924 da Louis de Broglie, a partire dall'ipotesi del dualismo onda-particella. Secondo de Broglie, sono stazionarie le orbite circolari (con circonferenza {\displaystyle 2\pi r}) che corrispondono a multipli interi della lunghezza d'onda {\displaystyle \lambda } dell'elettrone:
{\displaystyle 2\pi \,r=n\lambda }
Questa condizione significa che ad onde elettroniche stazionarie corrispondono orbite atomiche circolari e stazionarie.
Siccome la lunghezza d'onda di de Broglie associata all'elettrone è
{\displaystyle \lambda ={\frac {h}{mv}}}
per sostituzione nella formula precedente si ottiene
{\displaystyle 2\pi \,r=n\,\lambda =n\,{\frac {h}{mv}}}
da cui
{\displaystyle m\,v\,r=n\,{\frac {h}{2\pi }}=n\,\hbar }
che coincide con la condizione di quantizzazione del modulo {\displaystyle L} del momento angolare dell'elettrone.

Transizione di un elettrone tra due orbite atomiche, con emissione di radiazione.

Per il terzo postulato, l'elettrone effettua una transizione da un'orbita stazionaria a un'altra solamente quando avviene un assorbimento o un'emissione di radiazione elettromagnetica, ovvero d'energia. La frequenza {\displaystyle \nu } della radiazione è legata all'energia dei livelli atomici {\displaystyle m} ed {\displaystyle n}, ovvero all'energia del livello di partenza e di quello di arrivo dell'elettrone, dalla relazione:
{\displaystyle \nu ={\frac {E_{m}-E_{n}}{h}}={\frac {|E_{f}-E_{i}|}{h}}\;\;\;\;\;\;\;\;(m>n)}
dove {\displaystyle E_{f}} ed {\displaystyle E_{i}} sono le energie connesse alle orbite finale ed iniziale. È presente il modulo in quanto la frequenza è sempre un numero positivo, mentre {\displaystyle \Delta E=(E_{f}-E_{i})} può essere negativo, se l'elettrone emette radiazione di frequenza {\displaystyle \nu }. L'energia che l'atomo scambia con il campo elettromagnetico soddisfa sia il principio della conservazione dell'energia, sia la relazione tra energia e frequenza introdotta da Planck.

## Quantizzazione delle orbite e raggio di Bohr
Nel modello di Bohr l'energia potenziale di un elettrone a distanza {\displaystyle r} dal nucleo è di tipo elettrostatico:
{\displaystyle U=-k{\frac {Ze^{2}}{r}}}
e la forza attrattiva coulombiana è di conseguenza
{\displaystyle F_{e}=-k{\frac {Ze^{2}}{r^{2}}}}
dove {\displaystyle k} è la costante di Coulomb, {\displaystyle Z} il numero atomico del nucleo ed {\displaystyle e} la carica dell'elettrone.
Uguagliando tale forza con quella centripeta:
{\displaystyle F_{c}=-m{\frac {v^{2}}{r}}}
si ricava la velocità dell'elettrone
{\displaystyle v={\sqrt {\frac {kZe^{2}}{mr}}}}
Sostituendo la velocità nella formula della quantizzazione del momento angolare 
{\displaystyle L_{n}=m\,v\,r=n\,\hbar }
si ottengono i raggi quantizzati delle orbite permesse dal modello atomico di Bohr:
{\displaystyle r_{n}={\frac {n^{2}}{Z}}{\frac {\hbar ^{2}}{kme^{2}}}={\frac {n^{2}}{Z}}{\frac {\varepsilon _{0}h^{2}}{\pi me^{2}}}={\frac {n^{2}}{Z}}a_{0}}
ove {\displaystyle \varepsilon _{0}} è la permittività elettrica del vuoto e
{\displaystyle a_{0}={\frac {\varepsilon _{0}h^{2}}{\pi me^{2}}}}
è il raggio di Bohr del livello fondamentale dell'atomo di idrogeno. In accordo con i valori CODATA del 2010, il raggio di Bohr vale 
{\displaystyle a_{0}=5,291\,777\,721\,092\cdot 10^{-11}} m {\displaystyle =0,53} Å
dove Å sta per Ångström.
La formula derivata da Bohr per i raggi atomici risulta accurata solo per l'idrogeno, e in buon accordo coi dati sperimentali per gli atomi idrogenoidi (quelli con un solo elettrone nel guscio più esterno). Fissato il nucleo {\displaystyle (Z)} a cui si fa riferimento, i raggi {\displaystyle r_{n}} delle orbite elettroniche quantizzate dipendono solo dal valore del numero quantico principale {\displaystyle n}.
| Numero quantico {\displaystyle n} | Raggio {\displaystyle r_{n}} dell'orbita | Energia {\displaystyle E_{n}} dell'orbita |
| --------------------------------- | ---------------------------------------- | ----------------------------------------- |
|                                   | {\displaystyle r_{n}=n^{2}a_{0}}         | {\displaystyle E_{n}=-E_{0}/n^{2}}        |
| {\displaystyle 1}                 | {\displaystyle a_{0}}                    | {\displaystyle -E_{0}}                    |
| {\displaystyle 2}                 | {\displaystyle 4\,a_{0}}                 | {\displaystyle -E_{0}/4}                  |
| {\displaystyle 3}                 | {\displaystyle 9\,a_{0}}                 | {\displaystyle -E_{0}/9}                  |
| {\displaystyle 4}                 | {\displaystyle 16\,a_{0}}                | {\displaystyle -E_{0}/16}                 |
| {\displaystyle 5}                 | {\displaystyle 25\,a_{0}}                | {\displaystyle -E_{0}/25}                 |
| {\displaystyle 6}                 | {\displaystyle 36\,a_{0}}                | {\displaystyle -E_{0}/36}                 |

## Quantizzazione delle energie e formula di Rydberg

### Quantizzazione delle energie orbitali

Livelli energetici dell'idrogeno secondo il modello atomico di Bohr.

L'energia totale di un elettrone, nell'ipotesi semplificativa che si muova su un'orbita circolare con velocità v, è data dalla somma della sua energia cinetica
{\displaystyle T={\frac {1}{2}}mv^{2}}
con l'energia potenziale elettrostatica
{\displaystyle U=-{\frac {kZe^{2}}{r}}}
Quindi:
{\displaystyle E=T+U={\frac {1}{2}}mv^{2}-{\frac {kZe^{2}}{r}}}
Sostituendo l'espressione per la velocità {\displaystyle v}
{\displaystyle v={\sqrt {\frac {kZe^{2}}{mr}}}}
nella formula per l'energia cinetica {\displaystyle T}, si ricava che l'energia cinetica risulta essere pari alla metà del valore assoluto {\displaystyle |U|} dell'energia potenziale: 
{\displaystyle T={\frac {1}{2}}\,{\frac {kZe^{2}}{r}}={\frac {1}{2}}\,|U|}
L'energia totale risulta quindi essere pari a:
{\displaystyle E=T+U={\frac {1}{2}}|U|-|U|=-{\frac {1}{2}}|U|=-{\frac {1}{2}}\,{\frac {kZe^{2}}{r}}}
Sostituendo il raggio quantizzato {\displaystyle r_{n}} nella formula precedente, si ricavano le energie quantizzate di Bohr:
{\displaystyle E_{n}=-{\frac {Z^{2}}{n^{2}}}\,{\frac {k^{2}me^{4}}{2\hbar ^{2}}}=-{\frac {Z^{2}}{n^{2}}}\,{\frac {me^{4}}{8\varepsilon _{0}^{2}h^{2}}}=-{\frac {Z^{2}}{n^{2}}}\,E_{0}}
Si noti che i possibili valori dell'energia dell'elettrone sono tutti negativi (vedi Figura). Ciò discende dal fatto che l'elettrone si trova in uno stato legato e l'energia di legame è sempre negativa. Fissato il nucleo {\displaystyle (Z)} a cui si fa riferimento, le energie {\displaystyle E_{n}} delle orbite elettroniche quantizzate dipendono solo dal valore del numero quantico principale {\displaystyle n}. La formula derivata da Bohr per i livelli energetici degli atomi risulta accurata solo per l'idrogeno, e in buon accordo coi dati sperimentali per gli atomi idrogenoidi (quelli con un solo elettrone nel guscio più esterno).
Si definisce Rydberg ({\displaystyle \mathrm {Ry} }) l'unità di misura delle energie atomiche, che coincide con {\displaystyle E_{0}}
e vale
{\displaystyle E_{0}={\frac {me^{4}}{8\varepsilon _{0}^{2}h^{2}}}=1\,\mathrm {Ry} =13,605\,693\,122\,994(26)\,\mathrm {eV} }
dove {\displaystyle \mathrm {eV} } è il simbolo dell'elettronvolt.
{\displaystyle E_{0}} è l'energia di ionizzazione per un elettrone dell'atomo d'idrogeno che si trovi nello stato fondamentale.

### Derivazione della formula di Rydberg

Prime righe della serie di Lyman per l'atomo d'idrogeno.

La transizione {\displaystyle E_{m}\to E_{n}} tra due livelli energetici {\displaystyle m} ed {\displaystyle n} (con {\displaystyle m>n}) dell'idrogeno {\displaystyle (Z=1)} può essere scritta come
{\displaystyle E_{m}-E_{n}=E_{0}\left({\frac {1}{n^{2}}}-{\frac {1}{m^{2}}}\right)}
Il numero d'onda {\displaystyle 1/\lambda } è correlabile alla frequenza {\displaystyle \nu } e all'energia della transizione {\displaystyle E_{m}\to E_{n}} tra i due livelli mediante la condizione della frequenza di Bohr:
{\displaystyle {\frac {1}{\lambda }}={\frac {\nu }{c}}={\frac {E_{m}-E_{n}}{ch}}={\frac {E_{0}}{ch}}\left({\frac {1}{n^{2}}}-{\frac {1}{m^{2}}}\right)=R_{\infty }\left({\frac {1}{n^{2}}}-{\frac {1}{m^{2}}}\right)}
La possibilità di spiegare, a partire da principi primi, la formula di Rydberg segnò la definitiva affermazione del modello atomico di Bohr.
È quindi possibile calcolare, mediante la quantizzazione delle energie, il valore della costante di Rydberg {\displaystyle R_{\infty }} per un nucleo di massa infinita (CODATA, 2014). Si trova che
{\displaystyle R_{\infty }={\frac {E_{0}}{ch}}={\frac {me^{4}}{8\varepsilon _{0}^{2}ch^{3}}}=1.097\,373\,156\,850\,8(65)\times 10^{7}\,\mathrm {m} ^{-1}}
Tenendo conto del fatto che la massa del nucleo non è infinita e che quindi il nucleo stesso ruota intorno al centro di massa dell'atomo, si introduce una lieve dipendenza della costante di Rydberg dalla massa del nucleo, migliorando così l'accordo con i dati sperimentali. Per l'atomo d'idrogeno
{\displaystyle R_{H}={\frac {R_{\infty }}{1+m/m_{p}}}={\frac {R_{\infty }}{1+1/1836}}=0,999\,455\,634\,R_{\infty }=1.096\,775\,784\times 10^{7}\,\mathrm {m} ^{-1}}
con {\displaystyle m_{p}} massa del protone.
Il valore teorico di {\displaystyle R_{H}} è in ottimo accordo con il valore numerico ottenuto sperimentalmente in spettroscopia.

### Correzione per la massa finita del nucleo
Nel modello di Bohr si considera la massa del nucleo infinitamente grande rispetto alla massa dell'elettrone, cosicché il nucleo rimane fisso nello spazio; questa è un'approssimazione ragionevole in quanto la massa del protone è circa 1.836 volte quella dell'elettrone. Tuttavia,  l'accuratezza raggiunta dalle misurazioni spettroscopiche richiede di tenere conto del fatto che la massa del nucleo è finita e che il nucleo e l'elettrone si muovono attorno al comune centro di massa.
Facendo uso del concetto di massa ridotta si può mostrare che, per tenere conto del fatto che la massa del nucleo è finita, è sufficiente sostituire, nelle equazioni del moto, la massa dell'elettrone con la massa ridotta {\displaystyle \mu } del sistema nucleo-elettrone.
{\displaystyle \mu ={\frac {m\,M}{m+M}}}
dove {\displaystyle m} è la massa dell'elettrone e {\displaystyle M} la massa del nucleo.
In questo modo si introduce un fattore correttivo {\displaystyle \mu /m} alle energie e {\displaystyle m/\mu } ai raggi atomici.
Per tutti gli atomi idrogenoidi (quelli con un solo elettrone nel guscio più esterno), la costante di Rydberg effettiva {\displaystyle R_{M}} può essere derivata dalla costante di Rydberg "all'infinito" (per un nucleo infinitamente pesante), da
{\displaystyle R_{M}={\frac {R_{\infty }}{1+m/M}}}

## Limiti del modello di Bohr

Spostamenti di Stark-Lo Surdo del secondo ordine, relativi all'idrogeno. Ogni livello energetico n si separa in (n - 1) sottolivelli degeneri.

Il modello atomico di Bohr ha difficoltà a spiegare, oppure non spiega del tutto:
- Il valore del momento angolare orbitale per lo stato fondamentale {\displaystyle (n=1)}. Bohr prevede che valga {\displaystyle L_{1}=\hbar }, mentre è noto sperimentalmente che il momento angolare dello stato fondamentale è nullo in tutti gli atomi.[Nota 4]

- Essendo un modello semi-classico, quello di Bohr viola la relazione d'indeterminazione posizione/momento lineare di Heisenberg, in quanto assegna agli elettroni orbite precise, con posizione e quantità di moto determinati in ogni punto.

- Gli atomi multi elettronici non hanno i livelli energetici previsti dal modello. Non funziona, ad esempio per l'elio {\displaystyle (Z=2)}.

- Gli spettri di emissione per atomi con un singolo elettrone nel guscio[Nota 3][9] esterno (atomi idrogenoidi) possono essere previsti approssimativamente. Per gli altri spettri di atomi multi-elettronici il modello di Bohr fa, nella migliore delle ipotesi, previsioni sull'emissione di raggi X delle righe {\displaystyle K\alpha } {\displaystyle (n=1,\,m=2)} e, in alcuni casi, {\displaystyle L\alpha } {\displaystyle (n=2,\,m=3)} dello spettro atomico, se vengono fatte ipotesi aggiuntive ad hoc. Altre linee spettrali possono essere dedotte tramite il principio di combinazione di Ritz.

- Le intensità (larghezze) relative delle righe spettrali. La formula di Bohr per i livelli energetici o sue modifiche sono state in grado di fornire stime ragionevoli in alcuni casi semplici, come ad esempio per l'effetto Stark-Lo Surdo.

- Doppietti[Nota 5] e tripletti appaiono negli spettri di alcuni atomi come linee molto vicine. Il modello di Bohr non spiega perché alcuni livelli energetici siano così vicini tra loro.

- L'esistenza di una struttura fine e di una struttura iperfine nelle righe spettrali, dovute a effetti relativistici nonché allo spin degli elettroni, che non vengono considerati dal modello atomico di Bohr.

- L'effetto Zeeman (cambiamenti nelle righe spettrali dovuti a campi magnetici esterni). In questo caso intervengono lo spin degli elettroni e i campi magnetici orbitali, di cui si riesce a tener conto solo in trattazioni quantistiche più sofisticate.

## Modello di Bohr-Sommerfeld

Orbite ellittiche di Sommerfeld con la stessa energia e momento angolare quantizzato.

Arnold Sommerfeld migliorò nel 1916 il modello di Bohr. Innanzitutto, vi fu un ritorno alle orbite ellittiche di tipo planetario, che Bohr aveva inizialmente introdotto (prima condizione di Bohr), ma poi sostituito con l'ipotesi semplificativa di un'orbita circolare, caso particolare di ellisse con eccentricità {\displaystyle e=1}.
Inoltre questo modello sostituì la condizione del modello di Bohr sul momento angolare quantizzato {\displaystyle (L_{n}=n\hbar )} con una condizione di quantizzazione suggerita dal principio di corrispondenza e nota come formula di Wilson-Sommerfeld: l'azione ridotta sull'orbita deve valere
{\displaystyle A_{n}=\oint {\mathbf {p} \cdot \operatorname {d} \!\mathbf {q} }=nh}
dove {\displaystyle p} è il momento e {\displaystyle dq} rappresenta il differenziale della generica funzione coordinata {\displaystyle q(t)}.
I calcoli basati sul modello di Bohr-Sommerfeld sono stati in grado di spiegare accuratamente una serie di effetti spettrali atomici complessi. Ad esempio, fino alle perturbazioni del primo ordine, il modello di Bohr e la meccanica quantistica fanno le stesse previsioni per la divisione di una riga spettrale dovuta all’effetto Stark-Lo Surdo. Nel caso di perturbazioni di ordine superiore, tuttavia, il modello di Bohr e la meccanica quantistica differiscono, e le misurazioni dell’effetto Stark con intensità di campo elettrico elevate hanno contribuito a confermare la correttezza della meccanica quantistica rispetto al modello di Bohr. La spiegazione di questa differenza risiede nella forma degli orbitali degli elettroni, che variano a seconda dello stato energetico dell'elettrone. Il modello di Bohr-Sommerfeld, a differenza di quello di Bohr, riesce a darne conto. 
Il modello di Bohr-Sommerfeld, come il precedente di Bohr, aveva limiti e difetti:
- L'approccio di Sommerfeld non si estendeva ai moti non integrabili; quindi molti sistemi non potevano essere trattati, nemmeno in linea di principio.
- La quantizzazione di Sommerfeld può essere eseguita in diverse coordinate canoniche e talvolta fornisce risposte diverse.
- Anche il modello di Bohr-Sommerfeld non è corretto per piccoli numeri quantici, perché mescola concetti classici e quantistici.
- Anche il modello di Bohr-Sommerfeld, essendo semi-classico, viola la relazione d'indeterminazione posizione/momento lineare di Heisenberg, in quanto assegna agli elettroni orbite precise, con posizione e quantità di moto determinati in ogni punto.
- Il numero quantico magnetico {\displaystyle m} misurava l'inclinazione del piano orbitale rispetto al piano XY e poteva assumere solo pochi valori discreti. Ciò ovviamente contraddiceva il fatto che un atomo può essere ruotato senza restrizioni.
- L'inclusione delle correzioni radiative nel modello è stata difficile, perché richiedeva di trovare le coordinate dell'angolo di azione per un sistema combinato radiazione/atomo, cosa difficile quando la radiazione viene rilasciata.

Il modello fu sostituito dalla moderna trattazione quantomeccanica dell'atomo d'idrogeno, proposta da Wolfgang Pauli nel 1925, utilizzando la meccanica delle matrici. L'immagine attuale dell'atomo d'idrogeno si basa sugli orbitali atomici della meccanica ondulatoria, che Erwin Schrödinger sviluppò nel 1926.